# Stara Brda Pilska
Stara Brda Pilska – osada w Polsce położona w województwie pomorskim, w powiecie człuchowskim, w gminie Koczała.
Osada w sołectwie Trzyniec, nad Brdą, granicząca na wschodzie z regionem Kaszub zwanym Gochy.
W latach 1975–1998 miejscowość administracyjnie należała do województwa słupskiego.